# Литомјержице
Литомјержице (чеш. Litoměřice) су град у Чешкој Републици, у оквиру историјске покрајине Бохемије. Литомјержице су град управне јединице Устечки крај, у оквиру којег је седиште засебног округа Литомјержице.

## Географија
Литомјержице се налазе у северном делу историјске покрајине Бохемије. Град је удаљен од 70 км северно од главног града Прага, а од Уста на Лаби 20 км јужно.
Град Литомјержице је смештен у долини реке Лабе, на приближно 135-170 м надморске висине. Град окружује Чешко средогорје. Околина града је због своје питоме климе познато воћарско подручје у држави.

## Историја
Подручје Литомјержица било је насељено још у доба праисторије. Насеље под данашњим називом први пут се у писаним документима спомиње у 10. веку као словенско насеље, а насеље је у 1219. године добило градска права. Убрзо су град и његово окружење били насељени немачким становништвом.
1919. године Литомјержице су постале део новоосноване Чехословачке. 1938. године Литомјержице, као насеље са немачком већином, је оцепљено од Чехословачке и припојено Трећем рајху у склопу Судетских области. После Другог светског рата месни Немци су се присилно иселили из града у матицу. У време комунизма град је нагло индустријализован. После осамостаљења Чешке дошло је до опадања активности тешке индустрије и до проблема са преструктурирањем привреде.

## Становништво
Литомјержице данас имају око 24.000 становника и последњих година број становника у граду лагано опада. Поред Чеха у граду живе и Словаци и Роми.

## Партнерски градови
- Фулда
- Мајсен

## Галерија
- Стара градска кућа
- Главни трг
- Горњи град
- Старе куће на главном тргу